# Гришко, Виталий Алексеевич
Виталий Алексеевич Гришко (род. 13 февраля 1946, Уссурийск, Приморский край, РСФСР) — советский и казахский актёр театра и кино. Заслуженный артист Республики Казахстан.

## Биография
Родился 13 февраля 1946 года в г. Уссурийск Приморского края РСФСР. В 1968 году окончил актёрский факультет Ленинградского государственного института театра музыки и кинематографии, актёр театра и кино. 
С 1970 года — актёр Русского театра драмы имени М. Ю. Лермонтова

## Основные роли в спектаклях
- «Василиса Прекрасная» (Змей Горыныч), «Дядя Ваня» (Серебряков), «Иванов» (Шабельский), «Конёк-Горбунок» (2-й боярин), «Сети дьявола» (Вельс), «Уроки французского» (Жозеф), «Как важно быть серьёзным» (Чезюбл), «Я не Раппопорт» (Нат), «Вишнёвый сад» (Гаев).

## Фильмография
- 1976 — Бросок, или Всё началось в субботу — баскетболист
- 1977 — Возвращение сына — Сергей
- 1979 — Погоня в степи — Ефим
- 1981 — 20 декабря — Николаев
- 1996 — телесериал «Перекрёсток» — Пётр, врач, коллега Андрея Платонова (серия 22 и другие)

## Режиссерские работы
- «Эти свободные бабочки»
- «Мещанская свадьба»

## Награды
- Заслуженный артист Республики Казахстан (за заслуги в области казахского театрального и киноискусства)
- Знак Министерства культуры «Мәдениет қайраткері»